# Бондюрант (Вайомінг)
Бондюрант (англ. Bondurant) — переписна місцевість (CDP) в США, в окрузі Саблетт штату Вайомінг. Населення — 108 осіб (2020).

## Географія
Бондюрант розташований за координатами 43°11′41″ пн. ш. 110°24′9″ зх. д. / 43.19472° пн. ш. 110.40250° зх. д. (43.194861, -110.402579).  За даними Бюро перепису населення США в 2010 році переписна місцевість мала площу 136,71 км², уся площа — суходіл.

### Клімат
| Клімат : Бондюрант                 | Клімат : Бондюрант | Клімат : Бондюрант | Клімат : Бондюрант | Клімат : Бондюрант | Клімат : Бондюрант | Клімат : Бондюрант | Клімат : Бондюрант | Клімат : Бондюрант | Клімат : Бондюрант | Клімат : Бондюрант | Клімат : Бондюрант | Клімат : Бондюрант | Клімат : Бондюрант |
| Показник                           | Січ.               | Лют.               | Бер.               | Квіт.              | Трав.              | Черв.              | Лип.               | Серп.              | Вер.               | Жовт.              | Лист.              | Груд.              | Рік                |
| Абсолютний максимум, °C            | 7,8                | 12,2               | 18,3               | 25,0               | 29,4               | 31,7               | 35,0               | 33,9               | 31,7               | 26,1               | 18,9               | 9,4                | 35,0               |
| Середній максимум, °C              | −5,3               | −2,3               | 2,7                | 7,9                | 15,4               | 20,8               | 25,2               | 24,8               | 19,6               | 12,4               | 2,1                | −5,4               | 9,8                |
| Середня температура, °C            | −13,3              | −11,1              | −5,9               | 0,3                | 6,8                | 10,4               | 13,6               | 12,9               | 8,1                | 2,0                | −5,9               | −13,3              | 0,4                |
| Середній мінімум, °C               | −21,2              | −19,9              | −14,6              | −7,4               | −1,9               | 0,1                | 1,8                | 0,9                | −3,6               | −8,4               | −13,8              | −21,3              | −9,1               |
| Абсолютний мінімум, °C             | −48,9              | −49,4              | −39,4              | −30,6              | −13,9              | −10,6              | −7,8               | −11,1              | −16,1              | −25,6              | −39,4              | −46,1              | −49,4              |
| Норма опадів, мм                   | 61                 | 49                 | 42                 | 30                 | 42                 | 40                 | 36                 | 34                 | 34                 | 34                 | 53                 | 56                 | 511                |
| ---------------------------------- | ------------------ | ------------------ | ------------------ | ------------------ | ------------------ | ------------------ | ------------------ | ------------------ | ------------------ | ------------------ | ------------------ | ------------------ | ------------------ |
| Джерело: NOAA (normals, 1971–2000) |                    |                    |                    |                    |                    |                    |                    |                    |                    |                    |                    |                    |                    |

## Демографія
Згідно з переписом 2010 року, у переписній місцевості мешкали 93 особи в 49 домогосподарствах у складі 27 родин. Густота населення становила 1 особа/км².  Було 120 помешкань (1/км²).
Расовий склад населення:
| - 100,0 % — білих |

До двох чи більше рас належало 0,0 %. Частка іспаномовних становила 0,0 % від усіх жителів.
За віковим діапазоном населення розподілялося таким чином: 14,0 % — особи молодші 18 років, 73,1 % — особи у віці 18—64 років, 12,9 % — особи у віці 65 років та старші. Медіана віку мешканця становила 50,7 року. На 100 осіб жіночої статі у переписній місцевості припадало 132,5 чоловіків;  на 100 жінок у віці від 18 років та старших — 110,5 чоловіків також старших 18 років.
Цивільне працевлаштоване населення становило 0 осіб. 